# Azerbaidjan la Concursul Muzical Eurovision
Azerbaidjan a debutat la Concursul Muzical Eurovision în 2008, după ce İctimai Televiziya (İTV) a devenit un membru activ al European Broadcasting Union (EBU). İTV a difuzat concursurile din anii anteriori, primind dreptul de la EBU.
Azerbaidjan este ultima țară caucaziană care participă: Armenia a fost prima in anul 2006, urmată de Georgia in 2007. Azerbaidjanul a câștigat concursul în 2011 cu piesa "Running Scared", interpretată de Ell & Nikki.

## Istoric

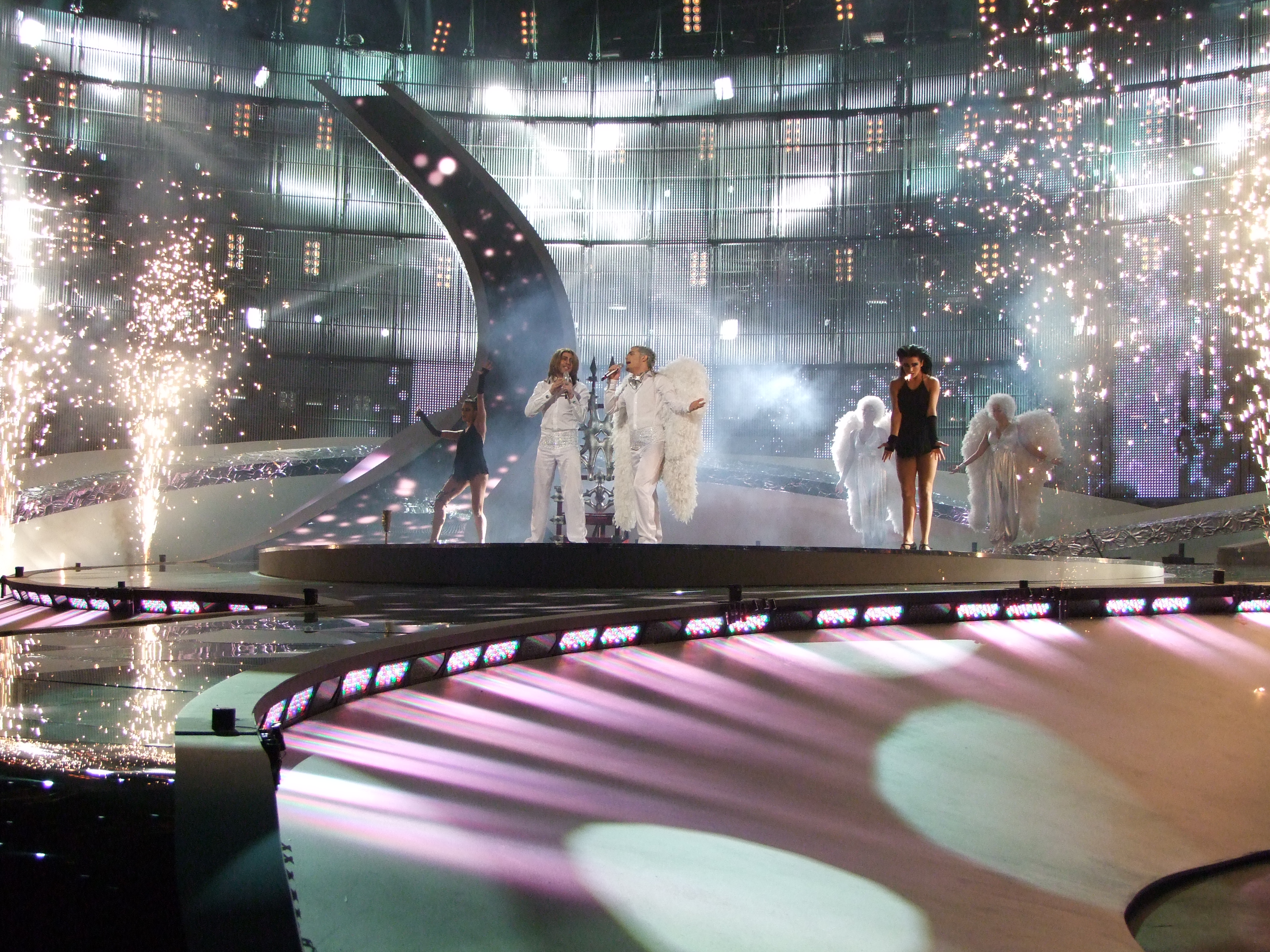
Elnur & Samir la Belgrad (2008)

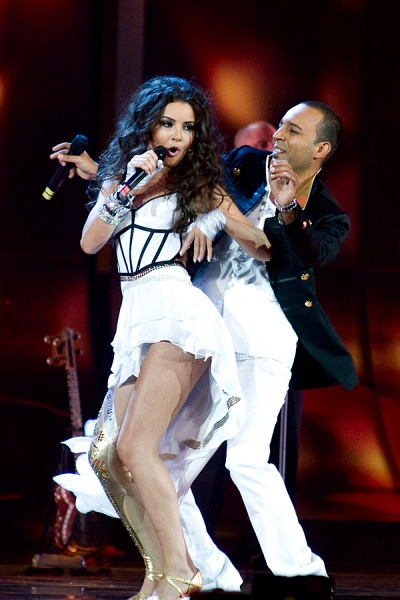
Aysel & Arash la Moscova (2009)

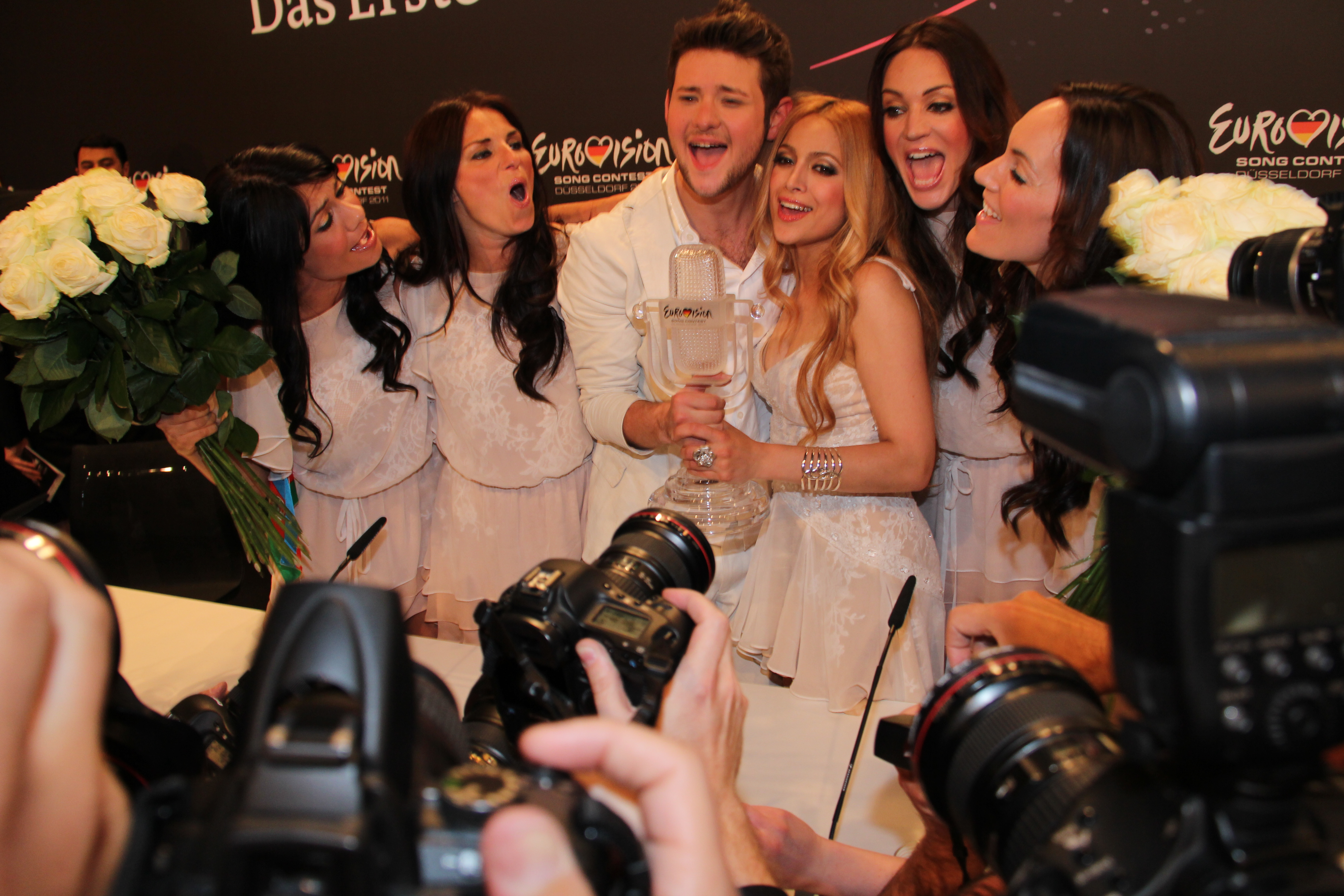
Ell și Nikki sărbatorind câștigarea concursului Eurovision 2011

De la introducerea semifinalelor din 2004, Azerbaijan s-a calificat mereu în finala și a terminat în top 10 în fiecare an, în afară de 2014 și 2015.
Este de observat că la fiecare ocazie posibilă, Azerbaidjan și Turcia îșî acordă 12 puncte.

### Debutul din 2008,Belgrad
Prima intrare a Azerbaidjan în concurs s-a dovedit a fi cu succes, deoarece s-a calificat pentru finala în prima semifinala și a terminat pe locul 8 cu 132 de puncte în seara finalei.
Anterior, o alta radioteleviziune AzTV, a dorit sa participe în 2007, dar regulile EBU nu au lasat AzTv, deoarece nu era un mebru al EBU. AzTV a fost refuzat ca mebru al EBU la data de 18 iunie 2007.
Prima alegere a Azerbaidjan , Elnur și Samir a ajuns în top 10, clasându-se pe locul 8 cu 132 de puncte.

### 2009,Moscova
În 2009 Azerbaijan a realizat o îmbunatățire a debutului lor, terminând pe locul 3 obținând 207 puncte cu melodia  "Always", duet interpretat de  AySel & Arash. Trebuie remarcat ca "Always" a ajuns un hit international și ca în prezent are peste 21 milioane vizualizari pe canalul YouTube al Eurovision Song Contest,mai multe vizualizari decat multi castigatori ai preaiubitului concurs.

### 2010,Oslo
Anul urmâtor, în 2010, Azerbaijan a ales pe Səfurə Əlizadə, cu balada Drip Drop, tânăra terminănd pe locul 5 în seara finalei cu 145 de puncte.

### Câștigul din 2011,Düsseldorf
Pe 14 mai 2011, Azerbaijan câștigă Concursul Muzical Eurovision 2011 cu piesa "Running Scared" interpretată de Eldar & Nigar. Trebuie remarcat ca "Running Scared" a ajuns un hit internațional.

### Țară-gazdă în 2012,Baku
În anul 2012 Azerbaidjan a găzduit Eurovisionul. În finală a terminat pe locul 4, cu 150 de puncte.

### 2013,Malmö
În anul 2013, Azerbaidjan a terminat concursul pe locul 2, acumulând 234 de puncte, la o diferența de doar 47 de puncte de câștigătoarea Danemerca.

### 2014, Copenhaga
În 2014, Azerbaijan a ieșit prima data din top 10, Dilara Kazimova clasându-se pe locul 22 cu 33 puncte, ceea ce inseamnă că pentru Azerbaijan nu a fost un an prea bun. "Start A Fire" a avut același punctaj ca și piesa Italiei, "La Mia Citta" dar Emma Marrone s-a clasat pe locul 21 datorita numarului de țări mai mare ce i-a acordat punctajul.

### 2015, Viena
Elnur Huseynov a reprezentat țara cu piesa "Hour Of The Wolf". Intrând în cea de-a doua semifinala a 11-a tara, a ocupat locul 10, cu 53 de puncte, care aveau să-l trimita în marea finală de pe 23 mai, unde, intrând pe poziția 24, va clasa țara pe locul 12, cu 49 de puncte, al doilea cel mai slab rezultat pe care Azerbaidjanul îl ia în concurs.

## Participări
| 1 | Câștigător  |
| 2 | Locul 2     |
| 3 | Locul 3     |
| ◁ | Ultimul loc |

| An   | Gazda      | Artist                      | Cântec              | Finală | Puncte | Semi   | Puncte |
| ---- | ---------- | --------------------------- | ------------------- | ------ | ------ | ------ | ------ |
| 2008 | Belgrad    | Elnur & Samir               | Day After Day       | 8      | 132    | 6      | 96     |
| 2009 | Moscova    | Aysel & Arash               | Always              | 3      | 207    | 2      | 180    |
| 2010 | Oslo       | Səfurə Əlizadə              | Drip Drop           | 5      | 145    | 2      | 113    |
| 2011 | Düsseldorf | Ell & Nikki                 | Running Scared      | 1      | 221    | 2      | 122    |
| 2012 | Baku       | Səbinə Babayeva             | When the Music Dies | 4      | 150    | X      | X      |
| 2013 | Malmö      | Fərid Məmmədov              | Hold me             | 2      | 234    | 1      | 139    |
| 2014 | Copenhaga  | Dilara Kazimova             | Start A Fire        | 22     | 33     | 9      | 57     |
| 2015 | Viena      | Elnur Huseynov              | Hour of the wolf    | 12     | 49     | 10     | 53     |
| 2016 | Stockholm  | Samra Rahimli               | Miracle             | 17     | 117    | 6      | 185    |
| 2017 | Kiev       | Dihaj                       | Skeletons           | 14     | 120    | 8      | 150    |
| 2018 | Lisabona   | Aisel                       | X My Heart          | X      | X      | 11     | 94     |
| 2019 | Tel Aviv   | Chingiz                     | Truth               | 7      | 297    | 5      | 224    |
| 2020 | Rotterdam  | Samira Efendi               | Cleopatra           | Anulat | Anulat | Anulat | Anulat |
| 2021 | Rotterdam  | Samira Efendi               | Mata Hari           | 20     | 65     | 8      | 138    |
| 2022 | Torino     | Nadira Rustamli             | Fade to Black       | 16     | 106    | 10     | 96     |
| 2023 | Liverpool  | TuralTuranX                 | Tell Me More        | X      | X      | 14     | 4      |
| 2024 | Malmö      | Fahree feat. Ilkin Dovlatov | Özünlə apar         | X      | X      | 14     | 11     |
| 2025 | Basel      | Mamagama                    | Run With U          | X      | X      | 15     | 7      |

## Gazdă
| An   | Oraș | Locație           | Prezentatori                                         |
| ---- | ---- | ----------------- | ---------------------------------------------------- |
| 2012 | Baku | Baku Crystal Hall | Leyla Aliyeva, Eldar Gasimov și Nargiz Birk-Petersen |

## Premii

### Marcel Bezançon
Acest premiu, adus în memoria inventatorului ESC, există în trei categorii: premiul compozitorului, artistic și premiul artistic.
| An   | Categorie        | Cântec                | Artist          | Compozitor                                               |
| 2012 | Premiul presei   | "When the Music Dies" | Sabina Babayeva | Anders Bagge, Sandra Bjurman, Stefan Örn, Johan Kronlund |
| 2013 | Premiul artistic | "Hold Me"             | Farid Mammadov  | Dimitris Kontopoulos                                     |

## Comentatori și purtători de cuvânt
| An   | Comentator la televiziune | Al doilea comentator | Purtători de cuvânt  |
| ---- | ------------------------- | -------------------- | -------------------- |
| 2008 | Husniyya Maharramova      | Isa Melikov          | Leyla Aliyeva        |
| 2009 | Leyla Aliyeva             | Isa Melikov          | Husniyya Maharramova |
| 2010 | Husniyya Maharramova      | No Dual Commentator  | Tamilla Shirinova    |
| 2011 | Leyla Aliyeva             | No Dual Commentator  | Safura Alizadeh      |
| 2012 | Konul Arifgizi            | Saleh Bagirov        | Safura Alizadeh      |
| 2013 | Konul Arifgizi            | No dual commentator  | Tamilla Shirinova    |
| 2014 | Konul Arifgizi            | No dual commentator  | Sabina Babayeva      |
| 2015 | Kamran Guliyev            | TBA                  | Tural Asadov         |